# ¿Internacionalismo o rusificación?
¿Internacionalismo o rusificación?  (en ucraniano: Інтернаціоналізм чи русифікація?) es un libro del escritor y activista social ucraniano Iván Dziuba, escrito entre septiembre y diciembre de 1965.

## Antecedentes
El impulso inmediato para escribir esta obra fueron las represiones políticas que tuvieron lugar en la RSS ucraniana en 1965 contra los intelectuales ucranianos. En agosto y septiembre de 1965 fueron detenidos en Kiev, Lviv, Lutsk, Ivano-Frankivsk y Ternopil unas tres docenas de jóvenes intelectuales ucranianos. El 4 de septiembre, en Kiev, durante el estreno de la película de Serguéi Paradzhánov Sombras de antepasados olvidados, los poetas Vasil Stus e Iván Dziuba llamaron a protestar contra la represión política.

## Contenido
En la obra ¿Internacionalismo o rusificación?, escrita bajo la influencia de aquellos acontecimientos, Dziuba analizó desde una posición marxista la política nacional y cultural de la Unión Soviética en Ucrania. El autor envió su obra al primer secretario del Comité Central del Partido Comunista de Ucrania, Petro Shelest, y al jefe del gobierno de la RSS ucraniana, Volodímir Scherbitski, y su traducción al ruso - a la dirección del Partido Comunista de la Unión Soviética (PCUS).
En ¿Internacionalismo o rusificación? Dziuba argumentó que durante el gobierno de Iósif Stalin el PCUS se había movido hacia las posiciones del chovinismo ruso. Su argumentación el autor la basó en gran medida en citas de las obras de Vladímir Lenin y documentos del partido de la década de 1920. Consideraba que la política de rusificación del PCUS, en particular en Ucrania, contradecía los intereses fundamentales del pueblo ucraniano y otras minorías étnicas. En consecuencia, sostenía que la solución pasaba por volver a la Principios de la política nacional de Lenin y de la korenización.

## Difusión del libro

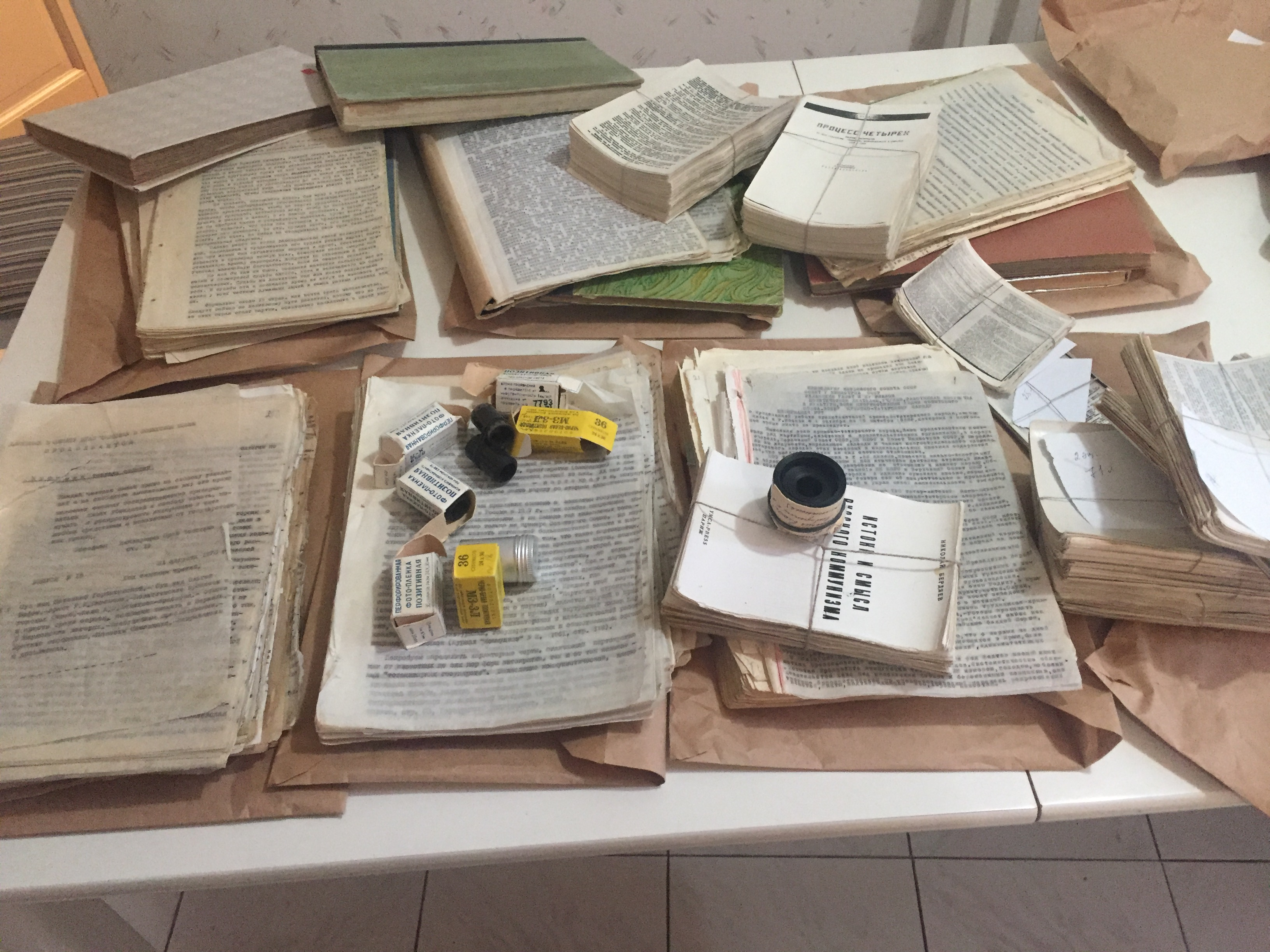
¿Internacionalismo o rusificación? (arriba a la izquierda, encuadernado en la cubierta verde) entre los demás libros de samizdat

La obra ¿Internacionalismo o rusificación? se difundió en el Samizdat, copia y distribución clandestina de literatura prohibida por la censura del régimen soviético y, por extensión, también de literatura prohibida por los gobiernos comunistas de Europa Oriental (el llamado Bloque del Este) durante la denominada Guerra Fría y en 1968 fue publicada en el extranjero por la editorial de revistas Suchasnist.
Sin permiso ni conocimiento del autor, el libro se publicó repetidamente fuera de la Unión Soviética en ucraniano, inglés, ruso, chino mandarín, francés e italiano. En Ucrania, esta obra no se publicó legalmente hasta 1990 en la revista Motherland (Вітчизна) en ucraniano Вітчизна (журна), y como libro se publicó por primera vez en 1998.

## Reacción del gobierno soviético
El gobierno soviético declaró que ¿Internacionalismo o rusificación? era una obra antisoviética, y que su distribución, almacenamiento o incluso su mera lectura constituían un delito. Dziuba perdió su trabajo, fue expulsado de la Unión de Escritores de Ucrania y se enfrentó al acoso del KGB, y en 1972 fue encarcelado durante 18 meses.